# Golden Hind

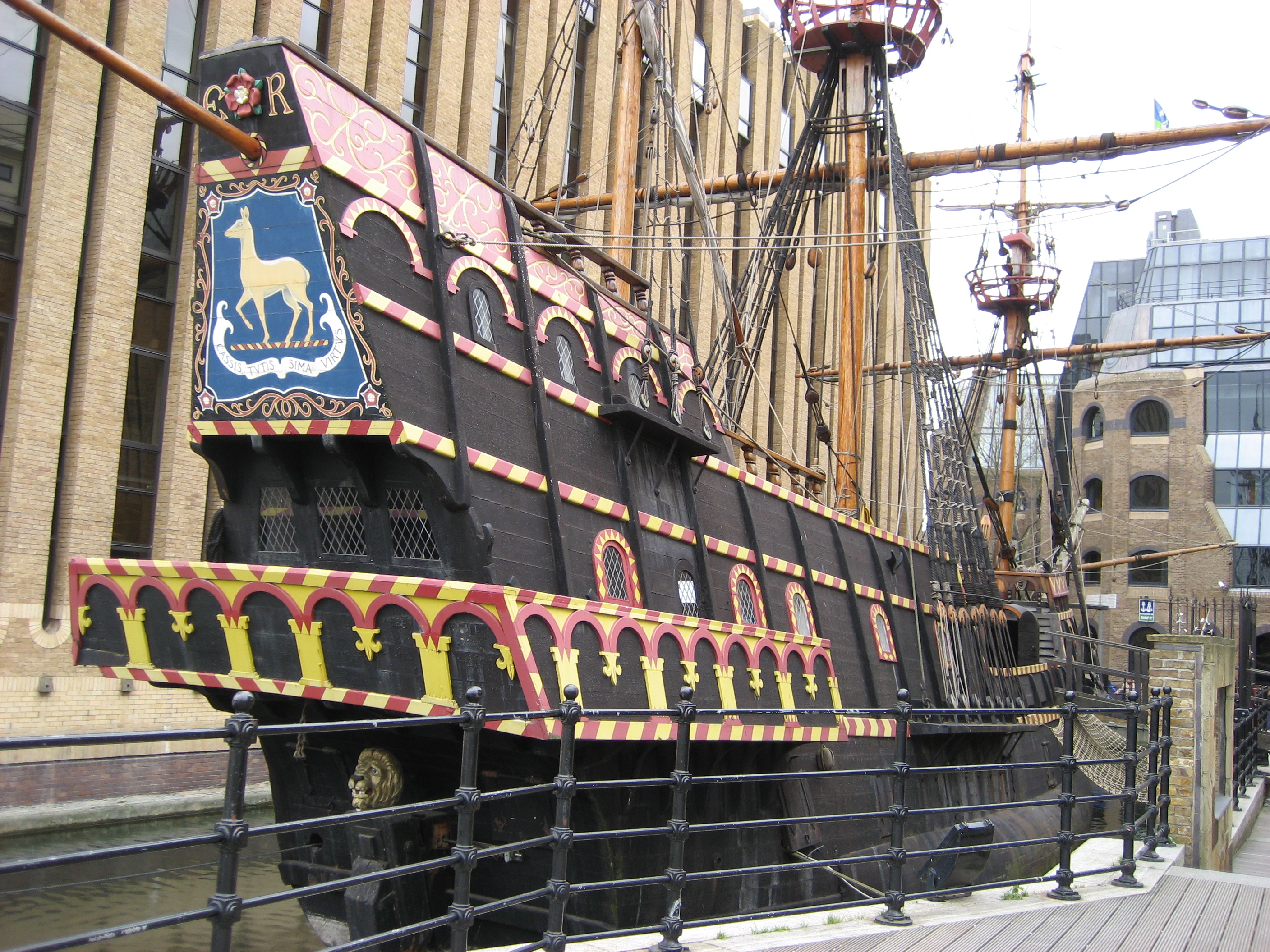
Replika Golden Hind v Londýně

Golden Hind (Zlatá laň) byla vlajkovou lodí Francise Draka, na níž obeplul v letech 1577–1580 zeměkouli. Původně se jmenovala Pelican, ale Drake ji cestou přejmenoval. Golden Hind byla galeona, spuštěná na vodu někdy kolem roku 1570. Přesné rozměry také nejsou známé. Předpokládá se délka 26 m, výtlak 120 t a výzbroj 18 děl.
Byly postaveny repliky této lodě, které jsou však větší. 